# Ernst Reuter

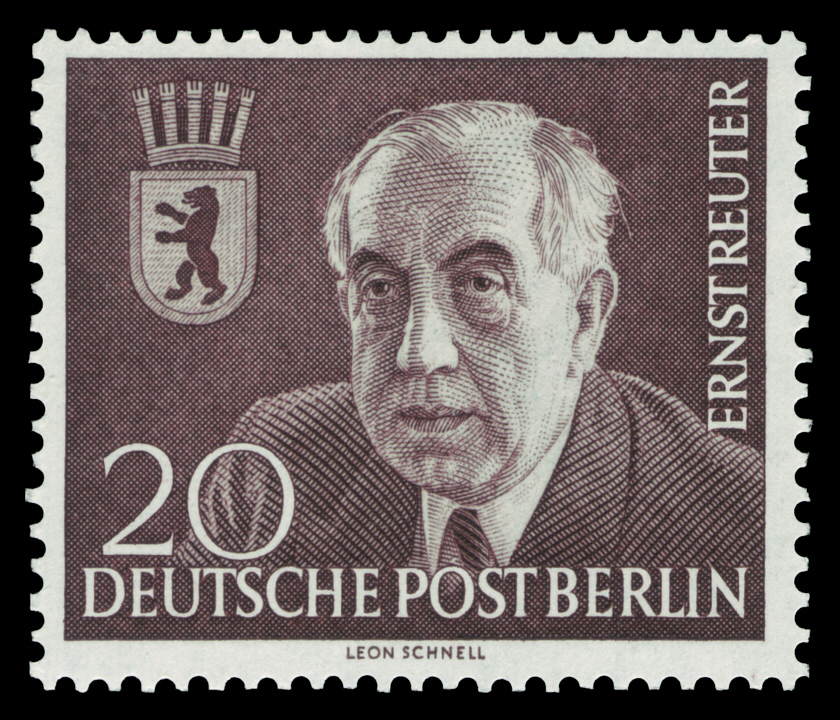
Znaczek wydany dla uczczenia I rocznicy śmierci Reutera

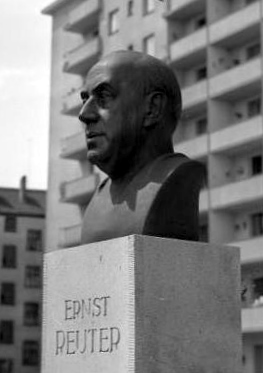

Ernst Rudolf Johannes Reuter (ur. 29 lipca 1889, zm. 29 września 1953) – burmistrz Berlina w latach 1948–1953.
Urodził się w Apenrade, w landzie Szlezwik-Holsztyn. Dzieciństwo spędził w Leer (Ostfriesland). Studiował na uniwersytetach w Monastyrze i Marburgu, zdobywając zawód nauczyciela. W 1912 wstąpił do Socjaldemokratycznej Partii Niemiec. W 1913 wystąpił z kościoła luterańskiego. Podczas I wojny światowej dostał się do niewoli rosyjskiej. Przystąpił do partii bolszewików. Włodzimierz Lenin wysłał go do Saratowa jako komisarza ludowego. W okresie Republiki Weimarskiej wstąpił do Komunistycznej Partii Niemiec i został pierwszym sekretarzem w obwodzie berlińsko-brandenburskim. Mimo iż był postrzegany jako faworyt Lenina, w r. 1922 usunięto go z partii. Od tej pory związany był ze środowiskiem socjaldemokratów. W 1926 rozpoczął pracę w strukturach rządowych; był odpowiedzialny za transport. W latach 1931–1933 był burmistrzem Magdeburga, był również deputowanym do Reichstagu. Po dojściu Adolfa Hitlera do władzy, więziony w obozie koncentracyjnym Lichtenburg, od 1935 przebywał na wygnaniu w Turcji.

## W powojennym Berlinie
Po zakończeniu II wojny światowej Reuter powrócił do Berlina i w 1946 został wybrany do magistratu miasta. W okresie blokady Berlina w obecności 300 000 berlińczyków wygłosił przemówienie, w którym wzywał do nieopuszczania miasta. W wyborach do władz zachodniej części miasta, zorganizowanych dwa miesiące później, jego popularność pozwoliła wygrać socjaldemokratom z 64,5% poparcia. W wyniku zwycięstwa Reuter został burmistrzem miasta. Urząd ten pełnił do śmierci w 1953, wkrótce po powstaniu robotniczym. Na jego pogrzeb przybyło milion osób.